# Ерік Валленберг
Ерік Валленберг (швед. Erik Wallenberg; 1915-1999) — шведський винахідник, винайшов у 1944 році упаковку у формі тетраедра для компанії Tetra Pak.

## Біографія
Спершу Валленберг планував стати військовиком, але захворів під час військової підготовки і змушений відмовитися від своїх планів. Він поступив у медичну школу Каролінського інституту в Стокгольмі, але, потім вирішив переїхати до Лунду і влаштуватися до медичної школи Лундського університету.
У 1943 році, чекаючи прийому до Лундського університету, Валленберг влаштувався лаборантом у компанію Åkerlund &amp; Rausing з виробництва упаковки для харчових продуктів. У 1944 році став керівником науково-дослідної лабораторії.
Власник компанії Рубен Раусінг наказав команді розробити упаковку для молока, яка була б достатньо дешевою, щоб конкурувати з молокою у скляних пляшках. Ключ до успіху полягав у тому, щоб використовувати якомога менше пакувального матеріалу. Дослідницька лабораторія спробувала і провалила декілька різних рішень. Нарешті, Валленберг запропонував ідею використовувати один аркуш паперу, згорнутий математичний тетраедр. Таку упаковку потрібно було заклеювати лише в трьох місцях, а пакети можна було виготовляти з одного цільного шматка паперу, використовуючи мінімум матеріалу з мінімумом відходів.
Після деяких сумнівів Рубен Раусінг переконався, що винахід є гарною ідеєю і наказав розробити проект. У березні 1944 року він подав заявку на патент, а в 1951 році була створена компанія Тетра Пак як дочірня компанія Åkerlund &amp; Rausing . Пакет у формі тетраедра зробив Tetra Pak однією з найуспішніших компаній у світі. Пакет все ще продається сьогодні під назвою Tetra Classic Aseptic.

## Спадщина
Після відвідування фабрики Тетра Пак в Лунді в 1950-х роках, датський лауреат Нобелівської премії і професор фізики Нільс Бор назвали тетраедр «ідеальним практичним застосуванням математичної проблеми», і винахід заклав основу успіху Tetra Pak. Королівська шведська академія інженерних наук назвала систему упаковки Tetra Pak однією з найуспішніших винаходів Швеції всіх часів
Валленберг не отримав належного визнання за винахід до 1991 року, коли йому було присвоєно Велику золоту медаль Королівської шведської академії інженерних наук за "його ідеї та зусилля у розвитку системи упаковки Tetra Пак ".